# 政策ベンチャー2030
政策ベンチャー2030（せいさくベンチャーにせんさんじゅう）
とは国土交通省がとりまとめ報告した日本を進化させる生存戦略のこと。

## 概要
日本が抱える少子高齢化など様々な問題について国交省が2020年を契機にその先の未来を考える。国交省の中堅・若手職員が中心となり2030年の日本のあるべき姿を具体的な政策提言をとりまとめるプロジェクトである。
- 第1章　未来のシナリオ
  - 人口減少と正面から向き合う
  - リスク社会を生き抜く
  - 技術革新を手段として社会構造を適応・進化させる
  - 多様な個人の生き方を支え、社会に活かす
- 第2章　アクションプラン
  - たまっていた「宿題」を片付ける。

1. 戦略的な撤退による地方行政経営の健全化
2. 定住外国人の日本社会への包摂のための受入環境整備
3. 「都市交通ビッグバン」への対応
4. 新技術のポテンシャルを最大限に発揮
5. 世界と戦える「質の高い集積」の形成
6. 公共と個のファジー化
7. 挑戦の成功を盲信せず、謙虚に「学習」